# Tapani Brotherus
Tapani Kaarle Heikinpoika Brotherus (Copenhague, 12 de junio de 1938) es un diplomático finlandés que se desempeñaba como encargado de negocios de Finlandia en Chile durante el golpe de Estado de 1973, encabezado por el dictador Augusto Pinochet. Brotherus, junto a su esposa Lysa Brotherus, acogieron a políticos perseguidos por la dictadura militar y les consiguieron salvoconductos para escapar al extranjero.

## Biografía
Nació en una familia de Helsinki. Su abuelo K. R. Brotherus (1880-1949) era profesor y rector de Ciencia Política de la Universidad de Helsinki. El padre de Brotherus, Heikki Brotherus (1909-1985) era un diplomático y autor.
Para el tiempo del golpe de Estado, Tapani Brotherus era un diplomático de 35 años. Se asentó en Santiago de Chile en los primeros años de la primera embajada en Finlandia, donde actuó como comisario. Durante la administración del presidente socialista Salvador Allende, Finlandia firmó un tratado de cooperación con Chile en sectores mineros y forestales.

## El golpe de Estado del 11 de septiembre de 1973
El dictador Augusto Pinochet derrocó al presidente Salvador Allende el 11 de septiembre de 1973. En aquella época, la junta militar asesinó al menos a 3000 personas y capturó decenas de miles de personas más.
El trabajo del encargado de negocios Tapani Brotherus y del consejero adjunto Ilkka Jaamala se basó en una decisión secreta adoptada por ellos mismos, en donde actuaron en contra de las directrices oficiales del Ministerio de Relaciones Exteriores de Finlandia y la política de asilo finlandesa. Canalizaron la ayuda organizando exilios del país. Se calculó que Brotherus pudo llevarse a 182 chilenos a Finlandia y 1700 a Alemania Oriental, y que mediante la improvisación de Brotherus pudo proteger a unos 500 refugiados más. En total, Brotherus pudo rescatar a unas 2500 personas. 
Matti Tuovinen, jefe del Departamento Político del Ministerio de Relaciones Exteriores y otros líderes de la UM, toleraron las actividades de Brotherus. Después de cinco años en Chile, la carrera de Broterus continuaría como embajador en Teherán, Islamabad, Pretoria y Atenas. Tras su jubilación, Tapani Brotherus ha continuado realizando actividades solidarias y relativas a los derechos humanos. Fue galardonado con la Medalla Tammisaari del Fondo de Educación Popular en 2010.
El Estado de Finlandia reconoció el trabajo de Brotherus en Chile por parte del canciller Alexander Stubb en forma de café y pan.